# Henryk Piotr Kossowski
Henryk Piotr Kossowski herbu Dołęga (ur. 21 stycznia 1828 w Warszawie, zm. 2 maja 1903 tamże) – polski duchowny rzymskokatolicki, tłumacz dzieł religijnych, rektor Akademii Duchownej w Warszawie w latach 1863–1867, biskup pomocniczy płocki w latach 1884–1889, biskup pomocniczy kujawsko-kaliski w latach 1889–1903.

## Życiorys
Urodził się 21 stycznia 1828 w Warszawie w rodzinie Maurycego i Pelagii z Ciszewskich. Po śmierci rodziców zaopiekował się nim hrabia Józef Łubieński. W latach 1839–1846 kształcił się w zakresie szkoły średniej, najpierw w gimnazjum we Wrocławiu, a następnie w gimnazjum w Lesznie, gdzie uzyskał świadectwo dojrzałości. W latach 1847–1851 odbył studia na wydziale prawa uniwersytetu w Berlinie, po czym został zarządcą cukrowni w dobrach Sanguszków na Podolu. W 1852 rozpoczął studia w seminarium duchownym w Kamieńcu Podolskim, które od następnego roku kontynuował w Akademii Duchownej w Petersburgu, gdzie w 1857 uzyskał magisterium z teologii. 13 marca 1857 otrzymał święcenia diakonatu, a 23 marca 1857 został w Petersburgu wyświęcony na prezbitera przez arcybiskupa metropolitę mohylewskiego Wacława Żylińskiego.
W latach 1857–1859 pracował w seminarium duchownym w Mińsku jako wykładowca łaciny i spowiednik kleryków. W latach 1860–1863 był duszpasterzem akademickim i proboszczem w Dorpacie. Na tej placówce rozpoczął budowę kościoła, założył szkołę katolicką i ochronkę, a także należał do Estońskiego Towarzystwa Naukowego. Od 1863 piastował urząd rektora Akademii Duchownej w Warszawie, gdzie wykładał teologię pastoralną i egzegezę biblijną Starego Testamentu. Stanowiska na uczelni został pozbawiony w 1867 w związku z jej zamknięciem przez władze carskie. Zajął się wtedy pracą naukową i odbył pielgrzymkę do Ziemi Świętej. Od 1871 przez 13 lat był proboszczem parafii Narodzenia Najświętszej Maryi Panny na Lesznie w Warszawie. W 1864 został kanonikiem honorowym sejneńskim.
24 marca 1884 papież Leon XIII prekonizował go biskupem pomocniczym diecezji płockiej ze stolicą tytularną Serra. Święcenia biskupie otrzymał 13 lipca 1884 w kościele św. Katarzyny Aleksandryjskiej w Petersburgu. Konsekrował go Aleksander Gintowt-Dziewałtowski, arcybiskup metropolita mohylewski, w asyście Szymona Marcina Kozłowskiego, biskupa diecezjalnego łuckiego i żytomierskiego, i Antanasa Baranauskasa, biskupa pomocniczego żmudzkiego. Po święceniach pozostał w Warszawie. Do Płocka przeniósł się po śmierci miejscowego biskupa diecezjalnego Kaspra Borowskiego, skąd jako wikariusz kapitulny zarządzał diecezją w latach 1885–1889.
30 grudnia 1890 został przeniesiony na urząd biskupa pomocniczego diecezji kujawsko-kaliskiej. W 1896 ponownie został wybrany wikariuszem kapitulnym diecezji płockiej, jednak tym razem funkcji nie objął. W diecezji kujawsko-kaliskiej w 1897 został mianowany oficjałem, a po ustąpieniu z urzędu biskupa diecezjalnego Aleksandra Bereśniewicza od marca do grudnia 1902 sprawował urząd wikariusza kapitulnego.
Przetłumaczył około 20 dzieł religijnych, m.in. pisma św. Teresy z Ávili, a także dokonał korekty redakcyjnej przekładu Biblii Jakuba Wujka. Wraz z Michałem Nowodworskim założył i redagował  Encyklopedię kościelną, do której napisał około 240 haseł z zakresu teologii katolickiej i historii Kościoła. Publikował kazania i mowy w „Przeglądzie Katolickim” i „Homiletyce”. Zgromadził znaczący księgozbiór liczący około 4000 woluminów, który w testamencie przekazał włocławskiemu seminarium duchownemu.
Zmarł 2 maja 1903 w Warszawie. 5 maja 1903 został pochowany w podziemiach katedry we Włocławku.

## Wyróżnienia
W 1900 nadano mu tytuł doktora honoris causa Uniwersytetu Jagiellońskiego.